# Ungarische Eishockeyliga 1981/82
Die Saison 1981/82 war die 45. Spielzeit der ungarischen Eishockeyliga, der höchsten ungarischen Eishockeyspielklasse. Meister wurde zum insgesamt achten Mal in der Vereinsgeschichte Újpesti Dózsa SC.

## Modus
In der Hauptrunde absolvierte jede der drei Mannschaften insgesamt 20 Spiele. Der Erstplatzierte der Hauptrunde wurde Meister. Für einen Sieg erhielt jede Mannschaft zwei Punkte, bei einem Unentschieden gab es einen Punkt und bei einer Niederlage null Punkte.

## Hauptrunde

### Tabelle
|    | Klub                      | Sp | S  | U | N  | Tore   | Punkte |
| -- | ------------------------- | -- | -- | - | -- | ------ | ------ |
| 1. | Újpesti Dózsa SC          | 20 | 12 | 2 | 6  | 109:77 | 24     |
| 2. | Ferencvárosi TC           | 20 | 12 | 2 | 6  | 91:73  | 24     |
| 3. | Alba Volán Székesfehérvár | 20 | 4  | 0 | 16 | 71:121 | 8      |

Sp = Spiele, S = Siege, U = unentschieden, N = Niederlagen, OTS = Overtime-Siege, OTN = Overtime-Niederlage, SOS = Penalty-Siege, SON = Penalty-Niederlage